# La Haute-Côte-Nord
La Haute-Côte-Nord è una municipalità regionale di contea del Canada, localizzata nella provincia del Québec, nella regione di Côte-Nord.
Il suo capoluogo è Les Escoumins.

## Suddivisioni
City e Town
- Forestville

Municipalità
- Colombier
- Les Bergeronnes
- Les Escoumins
- Longue-Rive
- Portneuf-sur-Mer
- Sacré-Coeur

Villaggi
- Tadoussac

Territori non organizzati
- Lac-au-Brochet

Riverse
- Essipit